# Dichaetomyia vittata
Dichaetomyia vittata är en tvåvingeart som först beskrevs av Stein 1900.  Dichaetomyia vittata ingår i släktet Dichaetomyia och familjen husflugor. Inga underarter finns listade i Catalogue of Life.